# 歴名土代
歴名土代（りゃくみょうどだい/れきめいどだい）とは、中世日本の四位・五位の位階補任（叙位）の記録簿である。元は2巻2冊であるが、現存本（東京大学史料編纂所所蔵本）は1冊。

## 概要
現存本は天文6年（1537年）に山科言継が編纂し、後に息子の言経が加筆を行ったものとされている。ただし、実際には言継自身が清原氏や広橋兼秀所蔵の『歴名土代』から書写したことを原本の識語に記しており、元々は禁裏や公家の諸家に除目などの公事の参考とするために同様の本が編纂・所蔵されており、それぞれの家にあった本が互いに貸借・校合されていく過程で詳細な山科家のそれが通行して他家の本が行われなくなったと考えられている。
室町時代の『康富記』（嘉吉4年正月6日条）に勅命によって“補任”“歴名”と呼ばれる記録の校訂を行った記述が見られ、『親長卿記』（文明7年2月1日条）にも外記に代わって「補歴」の改訂を行ったとする記述が見られ、『実隆公記』（文亀元年3月6日条）には三条西実隆が禁裏の「歴名」を借りて「歴名土代」を沙汰したとする記述が見られる（最古の『歴名土代』の記録）。同時代の諸記録（言継の『言継卿記』を含め）に「補任歴名」あるいはこれを略した「補歴」という言葉が見られる。これが『公卿補任』及び『歴名土代』の元になった公的記録であったと考えられている。東京大学史料編纂所には『歴名』、国立歴史民俗博物館には「補任」の引用と見られる『補略』と呼ばれる書物が所蔵されており、その内容より「補任」は公卿を官位順に記したもの、「歴名」は親王・公卿・諸王・殿上人を官位順に記したものであったと考えられている。また、「土代」とは元は「土台」と同義語であり、文書などの下書きを指した言葉である。このため、『歴名土代』とは元々は「歴名」のうち「補任」（あるいはこれを元にした『公卿補任』）などの他の記録と重複する公卿などの記述を省いて、予め四位・五位の叙位が予定されている人名を列記し、実際の叙位が行われた後に「歴名」を参考にして日付などが追記され、更に校合の過程で一部の整理がなされたと考えられている。
南北朝時代北朝の貞和6年（1367年）を最古とするが、四位・五位が揃うのは応永6年（1399年）である。ただし、この時期の記述は抄出であり、本格的な記述は嘉吉年間以後である。下限は慶長11年（1606年）である。朝廷の実務官僚である四位・五位の官人のみならず中央・地方の武家や神官などの叙位について記録されている。元は2巻本で上巻に四位、下巻に五位の記述がされていた。総収録数はのべ4243名である。
『群書類従』雑部に採録されていたが、『新校群書類従』編纂時に文亀3年（1503年）から享禄4年（1531年）分の120名分が欠落するなどの問題があった。後に電話会社に勤務していた湯川敏治（中世公家日記研究会）によって『歴名土代』のデータベース化の試みがなされ、平成8年（1996年）にそれを元にした翻刻版が続群書類従完成会より刊行された。